# Котловий заряд
Котловий заряд (англ. sprung-hole charge; нім. Kesselladung f) — заряд вибухової речовини, зосереджений в розширеній частині свердловини (котлі).
За впливом на масив розрізняють котловий заряд камуфлету, розпушення і викиду (скиду).